# 第47師団 (日本軍)
第47師団（だいよんじゅうななしだん）は、1943年から1945年まであった大日本帝国陸軍の師団の一つである。太平洋戦争中に編成され、はじめ東北地方北部の防衛にあたり、後、中国戦線で戦った。

## 沿革
1943年（昭和18年）5月、本土防衛強化のため第42師団、第43師団、第46師団、第47師団の新設が命じられた。第47師団は、5月14日に留守第57師団と独立第67歩兵団を基幹に弘前で編成され、札幌に司令部を置く北方軍に属した。それまで留守師団が担っていた弘前師管の防衛と動員等の管区業務にあたった。
1944年（昭和19年）2月18日に北方軍が第5方面軍に改称した後、3月16日に定められた戦闘序列で、第47師団は東京に司令部を置く東部軍に属することになった。この変更は、3月25日に弘前師管が北部軍管区所属から東部軍管区所属に変わったのと同時に実施された。
1944年（昭和19年）11月、中国に動員され、華北での諸作戦に従事し、終戦を済南で迎えた。戦後、一部の将兵が国共内戦に参加した。

### 第12派遣隊
1944年6月13日、歩兵3個大隊、山砲兵1個大隊を基幹として第12派遣隊が編成され、南方戦線に派遣された。その後、独立混成第58旅団に改編され、フィリピンのルソン島の戦いに参戦した。

## 師団概要

### 歴代師団長
- 大迫通貞 中将 1943年（昭和18年）6月10日 - 1944年10月26日[3]
- 渡辺洋 中将 1944年（昭和19年）10月26日 - 終戦[4]

### 参謀長
- 前沢長重 大佐：1943年（昭和18年）6月10日 - 1944年7月8日[5]
- 染矢半治郎 大佐：1944年（昭和19年）7月8日 - 終戦[6]

### 最終司令部構成
- 参謀長：染矢半治郎大佐
  - 参謀：曽我武雄中佐
- 高級副官：森田清之亟少佐

### 最終所属部隊
- 歩兵第91連隊（秋田）：加藤正次大佐
- 歩兵第105連隊（秋田）：武信純一大佐
- 歩兵第131連隊（弘前）：重広三馬大佐
- 騎兵第47連隊：小野健大佐
- 山砲兵第47連隊：笹島太郎大佐
- 工兵第47連隊：阿部  大佐
- 輜重兵第47連隊：三田村正之助大佐
- 第47師団通信隊：赤松淳大尉
- 第47師団防疫給水部：大橋常安軍医少佐
- 第47師団兵器勤務隊
- 第47師団衛生隊
- 第47師団第1野戦病院
- 第47師団第2野戦病院
- 第47師団第4野戦病院
- 第47師団病馬廠